# Algoasaurus
Genre
Espèce
Algoasaurus (« reptile d'Algoa ») a été découvert en Afrique du Sud dans la formation de Kirkwood en 1903. C'était un petit dinosaure sauropode apparenté à l'Apatosaurus et à l'Argentinosaurus.  Il vivait au cours du Jurassique supérieur  (Tithonien (150,8 à 145,5 millions d’années)) au Crétacé inférieur (Valanginien (140,2 à 136,4 millions d’années).

## Généralités
- Son nom signifie Reptile d'Algoa
- Époque :  Jurassique Crétacé (- 150 M.A. à - 130 M.A.)
- Taille :   9 m de long,  3 m de haut, 10 tonnes
- Habitat : Afrique
- Régime alimentaire : herbivore

## Étymologie
Son nom signifie Reptile de la Baie d'Algoa.

## Anatomie
Il avait une petite tête au bout d'un long cou, un corps massif et une longue queue. C’était
un neosauropode ; il a souvent été assigné aux Titanosauridae, mais est actuellement considéré comme un
sauropode indéterminé (nomen dubium).

## Inventaire des fossiles retrouvés
L'espèce type, A. bauri, a été nommé par Robert Broom en 1904 d'après une vertèbre dorsale, un fémur et une phalange. Les fossiles ont été découverts en 1903 dans une carrière par des ouvriers qui ne les reconnurent pas comme des spécimens de dinosaure, et de nombreux échantillons furent réduits en poussière et transformés en briques.